# Joe Kennedy III
Joseph Patrick "Joe" Kennedy III, född 4 oktober 1980 i Boston i Massachusetts, är en amerikansk demokratisk politiker. Han var ledamot av USA:s representanthus från 2013 till 2021. Han är son till Joseph P. Kennedy II och sonson till Robert F. Kennedy.
Kennedy avlade 2003 kandidatexamen vid Stanford University och 2009 juristexamen vid Harvard Law School. I kongressvalet 2012 besegrade han republikanen Sean Bielat.